# Tatort: Der illegale Tod
Der illegale Tod ist ein Fernsehfilm und die 801. Folge aus der Krimireihe Tatort. Der von Radio Bremen produzierte Beitrag wurde am 15. Mai 2011 auf Das Erste erstgesendet.

## Handlung
Peer Förden, Mitglied einer deutschen Frontex-Mission, hat vor der maltesischen Küste bei der Operation „Goldenes Vlies“ den Untergang eines Flüchtlingsbootes mitverschuldet, der durch einen überforderten Kameraden ausgelöst wurde. Bei einem Versuch, die Flüchtlinge abzuwehren, sank das Flüchtlingsboot. Amali Agbedra, eine Schwarzafrikanerin aus Togo, überlebt als einzige das Unglück, strandet an der tunesischen Küste und macht sich erneut nach Deutschland auf, angeblich um Rache an den Schuldigen dieser Tragödie zu nehmen. Außer Förden kommen dafür die Wasserschutzpolizisten Elena Janson, Klaus Kastner und Robert Böhm in Frage. Diese vier Beamten waren gemeinsam auf dem unter deutscher Flagge fahrenden Schiff Weser 3 im Einsatz und versuchen nun, den Vorfall zu vertuschen. Zudem verfällt Kastner zunehmend in Depression, nachdem ihm sein schlechtes Gewissen zu schaffen macht.
Nachdem Förden nach einer gemeinsam durchzechten Nacht mit seinem Freund Stedefreund nicht mehr aufzufinden ist und in seiner Wohnung Blutflecken gefunden wurden, ermitteln die beiden Kommissare Lürsen und Stedefreund und werden auf den Vorfall im Mittelmeer aufmerksam. Die erste Spur führt zur Asylbewerberin Amali Agbedra, welche Förden in der Nacht mit nach Hause genommen hatte. Stedefreund und Lürsen machen sich auf die Suche nach ihr. Dabei stellt sich heraus, dass sie Förden und seine drei Kollegen von der Wasserschutzpolizei gezielt beobachtet hat.
Janson verliert zunehmend die Kontrolle über die Situation und versucht den Frontex-Chef Rupert Farr auf ihre Seite zu ziehen. Dieser mischt sich in die Ermittlungen ein und sorgt dafür, dass seine Behörde nicht weiter behelligt wird. Schließlich stellt sich heraus, dass die vermeintliche Täterin Amali Agbedra und Peer Förden die Entführung vortäuschten, um den Vorfall auf dem Mittelmeer zu enthüllen. In einem Einsatz werden sie als einzige Zeugen des Schiffsunglücks von dem schuldigen Trio getötet. Dass Förden noch kurz zuvor ein Beweisvideo an Stedefreund gesandt hatte, war ihnen nicht bekannt. Janson und Böhm werden daraufhin verhaftet, während Kastner versucht, sich das Leben zu nehmen. Lürsen und Stedefreund schaffen es schließlich, den Fall aufzuklären und Ermittlungen über den Frontex-Einsatz einzuleiten.

## Hintergrund
Das Bremer Team Lürsen und Stedefreund bearbeitete seinen 19. gemeinsamen Fall seit 2001. Für Hauptkommissarin Inga Lürsen war es ihr 24. Fall. Gedreht wurde vom 21. September bis zum 21. Oktober 2010 in Bremerhaven und Bremen. Behandelt wurden die Themen Flüchtlinge und illegale Einwanderung nach Europa durch sogenannte Boatpeople über das Mittelmeer. Die Handlung spielt in Bremerhaven, in der Überseestadt und rund um den Flughafen. Der Film ist in Zusammenarbeit mit der Münchener Gruppe frontexwatch entstanden und basiert auf einem ähnlichen Fall mit einem griechischen Schiff.

## Rezeption
Die Erstausstrahlung im Ersten verfolgten 8,23 Millionen Zuschauer, was einem Marktanteil von 23,6 Prozent entsprach. In der werberelevanten Zielgruppe schauten 2,85 Millionen Zuschauer zu, der Marktanteil betrug hier 19,8 Prozent.
Moviepilot urteilte überwiegend positiv und meinte, dass die „Story überzeugte, obwohl die schauspielerische Leistung oft nur mittelmäßig war und die Kritik an Frontex konsequenter hätte sein können.“ Niels Kruse stellte auf Stern.de fest, dass die Folge wieder ein „typischer Bremer Tatort aus der alten Gutmenschenschule“ sei, „politische Botschaft inklusive“. Dem Drehbuchautor sei jedoch, wenn man „seinen überladenen Beginn und einige klischeehafte Gefühlsduseleien“ abzöge, „ein hochemotionaler und spannender Tatort gelungen - in dem Mord fast zur Nebensache geriet.“
Claudia Hempel meinte in der HNA: „Autor Christian Jeltsch und Regisseur Florian Baxmeyer ist es gelungen, eine weitgehend spannende Geschichte zu erzählen und dabei konsequent die politischen Verhältnisse als fragwürdig zu entlarven. Je mehr dieser Film an Inhalt gewann, desto mehr verlor er jedoch an atmosphärischer Dichte.“